# هاري شيفداساني
هاري شيفداساني ولد في 1909 وتوفي في1994 كان ممثلًا هنديًا في السينما الهندية من الثلاثينيات إلى الثمانينيات. 

## روابط خارجية
- هاري شيفداساني في قاعدة بيانات الأفلام على الإنترنت
- هاري شيفداساني في بوليوود هانجاما